# Park Narodowy Kuraja
Park Narodowy Kuraja (arab. الحديقة الوطنية قورايا, fr. Parc National de Gouraya) – park narodowy w północnej Algierii.
W 2004 roku uznany za rezerwat biosfery UNESCO.

## Opis
Założony w 1984 roku park znajduje się w Kabylii w prowincji Bidżaja w północnej Algierii. Obejmuje ponad 10-kilometrowy pas wybrzeża, z klifami i wzniesieniami sięgającymi 670 m n.p.m., zachodnią część zatoki Chalidż Bidżaja oraz mokradła wraz z jeziorem Mizzaja.
Habitat wielu gatunków flory i fauny śródziemnomorskiej. Występują tu m.in. dąb skalny, sosna alepska, wilczomlecz Euphorbe arborescente, trawa Pennisetum setaceum, przewiercienie Bupleurum plangineum i Bupleurum fructicosum i lewkonia Matthiola sinuata.
Na terenie parku występuje zagrożony wyginięciem gatunki: makaka – magot Macaca sylvanus, szakala Canis aureus algeriensis i jeża algierskiego Erinaceus algirus. W wodach przybrzeżnych spotykane są kaszaloty Physeter macrocephalus, delfiny zwyczajne Delphinus delphis i butlonose Tursiops truncatus oraz morświny Phocoena phocoena. Na terenie parku występuje ponadto wiele ptaków, m.in. orzeł południowy, orzeł przedni i puchacz zwyczajny.
W 2004 roku uznany za rezerwat biosfery UNESCO.